# Brigade mixte

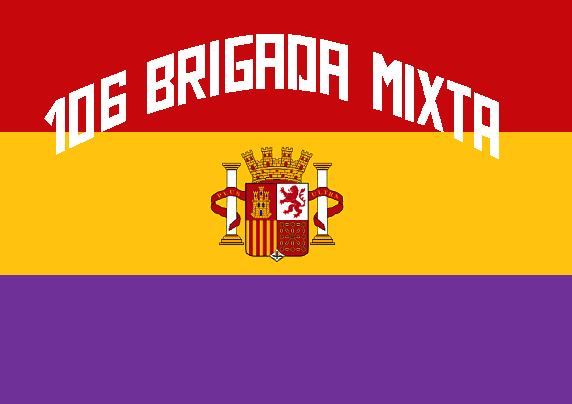
Drapeau utilisé par la Brigade mixte de l'Armée populaire.

La brigade mixte est la grande unité militaire de base de la nouvelle Armée populaire de la République pendant la guerre civile espagnole (1936-1939). Les brigades mixtes se caractérisent par la combinaison de petites unités de différentes armes, contrairement aux brigades d'infanterie, de cavalerie ou d'artillerie qui, avant la Seconde Guerre mondiale, étaient généralement composées d'unités d'une seule arme. Les réorganisations des armées occidentales au cours des années 1960 - après l'abandon des expériences pentomiques - ont introduit les brigades mixtes comme grandes unités de base dans la plupart d'entre elles, et aujourd'hui la grande majorité des brigades sont en fait des brigades mixtes, même si elles ne sont pas appelées ainsi.
Avant 1936, l'armée espagnole disposait de brigades mixtes de montagne, comme celle des Asturies, mais après le début de la guerre civile, le gouvernement républicain a décidé de réorganiser toutes ses forces - régulières et de milice - en utilisant le modèle de brigade mixte. Dans sa structure initiale d'octobre 1936, la brigade mixte de l'Armée populaire républicaine était composée d'un quartier général, de quatre bataillons d'infanterie, d'un escadron de cavalerie, d'un groupe d'artillerie de campagne, d'une brigade mixte d'ingénieurs et de transmissions, et d'unités de service. Les Brigades mixtes ont disparu avec la dissolution de l'Armée populaire à la fin de la guerre civile. 

## Histoire
La brigade mixte a été créée en octobre 1936 dans le but de remplacer les anciennes « colonnes » et milices qui avaient remplacé l'armée républicaine régulière après le coup d'État militaire de juillet. Il semble qu'aucun décret ou ordre officiel établissant la création des brigades, s'il y en a eu un, n'ait été conservé, avec pour résultat que différents auteurs décrivent différentes compositions initiales des brigades. Tous semblent s'accorder pour dire que les brigades incorporaient initialement quatre bataillons d'infanterie et des unités d'artillerie de campagne, de reconnaissance, de génie et de transmissions, ainsi que d'autres unités et éléments de soutien et de service. Au fil du temps, à mesure que d'autres brigades étaient créées, les pénuries de matériel et de personnel spécialisé ont fait que la composante artillerie et reconnaissance a été réduite ou a disparu. Par la suite, les brigades ont été regroupées en divisions qui comprenaient deux à quatre brigades mixtes, bien que l'affectation des brigades aux divisions ne soit pas permanente, mais conditionnée par les besoins opérationnels.
Les six premières brigades mixtes sont créées le 18 octobre bien que leur organisation prenne un certain temps. La 1re était dirigée par Enrique Líster, la 2e brigade mixte par Jesús Martínez de Aragón, la 3e brigade mixte par José María Galán, la 4e par Eutiquiano Arellano, la 5e par Fernando Sabio et la 6e par Miguel Gallo Martínez. Sur les six premiers commandants des Brigades mixtes, trois d'entre eux avaient une carte de membre du PCE (Lister, Arellano et Gallo). Beaucoup de ces commandants communistes venaient du cinquième régiment, qui s'était illustré dans les combats autour de la capitale pendant les premiers mois de la guerre.
Coïncidant avec la fin de l'assaut de Franco sur Madrid, en décembre, il y avait déjà quinze brigades en service (1re, 4e, 5e, 6e, 11e Internationale, 12e Internationale, 35e, 37e, 39e, 40e, 41e, 43e, 44e, 50e et une non numérotée). Au printemps 1937, il y avait déjà 40 brigades actives, et 15 autres étaient en formation. Le processus va s'accélérer au cours des mois suivants, avec la création de plusieurs dizaines de nouvelles brigades supplémentaires. Toutes ces brigades sont rapidement structurées en divisions, qui commencent à être créées en janvier 1937. Les Brigades internationales, bien qu'ayant leur propre organisation, restent dans la structure de l'Armée populaire et existent sous ce nom en tant que brigades XI, XII, XIII, XIV, XIV Bis, XV et CL. Dans le cas des 86e et 129e brigades, bien qu'elles aient été créées à l'origine en tant qu'unités régulières de l'Armée populaire, elles ont également fonctionné pendant un certain temps comme unités internationales.
En octobre 1938, les Brigades mixtes ont reçu l'ordre d'établir un historique opérationnel de chaque unité, de sa création à ce jour. Cependant, en raison de la situation difficile dans la zone républicaine au cours des derniers mois de la guerre, dans de nombreux cas, ces histoires n'ont pas survécu.
Les Brigades mixtes étaient généralement des unités de l'armée de terre, bien que la 151e était une unité composée de marines sous le commandement du Major Pedro Muñoz Caro. Le photographe Robert Capa a fait un portrait de la Brigade sur le front de Segre. La dernière brigade mixte à être créée fut la 246e, en décembre 1938, bien qu'elle n'ait jamais combattu et que sa création ait été plus théorique que réelle.